# Dob umirovljenja
Dob umirovljenja je dob u kojoj pojedinac napušta svoje radno mjesto i ulazi u mirovinu.

## Povijest
U većini zemalja ideja o fiksnoj dobi umirovljenja relativno je nova (zakonski je postupno uvedena je u 19. i 20. stoljeću) i povezana je s rastom prosječnog životnog vijeka. Do tada je, bilo zbog nedostatka te zakonske regulative, bilo zbog kraćeg i težeg života, većina radnika radila do svoje smrti.
Osamdesetih godina devetnaestog stoljeća Njemačka pod vodstvom kancelara von Bismarcka postaje prva zemlja koja uvodi mirovinski sustav za svoje radnike poznije dobi. Službena dob umirovljenja bila je tada postavljena na 70 godina iako je životni vijek prosječnog radnika bio četrdesetak godina.
Stoljeće kasnije, dob umirovljenja u većini zemalja se smanjila na 60 – 62 godine, a životni vijek tada je sedamdeset godina. Danas, u 21. stoljeću, mnoge države planiraju dići tu službenu dob na 65 – 68 godina u sljedećem desetljeću, ali u tim bogatim zemljama očekivani životni vijek već
je oko 76 godina i očekuje se rast do čak 87 godina do 2050. 
Službena dob umirovljenja u zapadnim zemljama danas varira oko 65. godine starosti (najčešće malo niže za žene). Također, neki poslovi koji se smatraju jako napornima ili opasnima za zdravlje imaju povlaštenu dob umirovljenja.

## Prisilna i povlaštena umirovljenja
Danas se dob obveznog ili povlašenog umirovljenja najčešće određuje arbitrarno bez posebne psihološke i fiziološke evaluacije individue, zbog čega je neki smatraju oblikom dobne diskriminacije. Dakle, u velikom broju razvijenih zemalja ljudi od 65 godina nemaju ni pravo tražiti zaposlenje. Iznimke su Sjedinjene Američke Države, Australija i Kanada, a od zemalja koje su trenutačno u procesu zakonodavne reforme tog pitanja valja izdvojiti Ujedinjeno Kraljevstvo. No, u kontinentalnoj Europi mjere prisilnog umirovljenja su i dalje na snazi.
Promblematične su i neke povlaštene profesije, tvrtke ili branše koje imaju pravo na ranije umirovljenje, a opravdanja za privilegirani tretman često su sporna i izazivaju razdor u javnosti. U Francuskoj primjeri su inženjeri i serviseri u državnim željeznicama koji imaju pravo na umirovljenje od 50 godina, vozači javnog prijevoza također 50 godina, radnici u elektri koji mogu od 55.
Rano umirovljanje institucionalizirano je sedamdesetih i osamdesetih godina, kada su države počele korisiti mirovinske sustave kao način rješavanja problema nezaposlenosti. Isti fenomen doživjele su devedesetih i neke zemlje u tranziciji. U usporedbi sa šezdesetima i ranim sedamdesetima, nezaposleni radnici stariji od 50 godina puno lakše se mogu kvalificirati za prijevremenu i / ili povlaštenu mirovinu. Utjecaj ovakvih umirovljenja na stope aktivnosti starijih radnika je značajan. Kada se provodi takva politika polazi se od ideje da su mladi i stari radnici supstituti i da je količina rada u ekonomiji fiksna. Obje tvrdnje su dokazane krivima kroz teoretski rad i empirijska istraživanja.

## Produljenje radnog vijeka
Nema ništa loše u tome da pojedinci napuste tržište rada i uđu u mirovinu kada god hoće – ali to ne bi smjeli raditi na račun mlađih generacija i javnih financija ili uz rizik vlastitog siromaštva u poznijoj dobi. No, produljenje radnog vijeka pokazalo se teškim jer pojedinci često ne žele raditi duže no što su zakonski obvezni (ili prisiljeni) i stoga što poslodavci ipak preferiraju mlađe zaposlenike.
Ako nastave dodatno raditi, radnici ne samo da štede javni novac tako što ne koriste državne mirovine već i nastavljaju plaćati porez i mirovinsko, što čini njihove dodatne godine rada dvostruko korisnima.
S razvojem medicine i rastom kvalitete života današnji umirovljenici žive ne samo duže već i kvalitetnije; današnji sedamdesetogodišnjak osjeća se bitno bolje od svoga vršnjaka samo pola stoljeća prije. Nadalje, u modernoj je ekonomiji puno manje fizički zahtjevnih poslova koje stariji ljudi ne bi mogli izvršavati. U današnjoj privredi dominiraju informacije i usluge, a primarni i sekundarni sektor zapošljavaju tek dva do tri od deset radnika u danoj razvijenoj zemlji.
Još jedan razlog za produljenje radnog vijeka je i činjenica da je danas i sam čin ulaska u mirovinski sustav za ogroman broj mladih ljudi bitno kasniji nego što je bio prije pedesetak godina. Većina mladih tada je počinjala s radom prije dvadesete godine dok je danas taj ulaz u svijet rada (zbog većeg broja ljudi koji pohađa visoke studije) najčešće između 20. i 25. godine starosti.

### Indeksiranje dobi umirovljenja s prosječnom
Jedno od mogućih rješenja nesrazmjera između dobi umirovljenja i konstantno rastuće prosječne životne dobi je i indeksiranje jedne s drugom. 
Tom odlukom službena dob umirovljenja bi se u pravilnim vremenskim intervalima povećavala tempom jednakim rastu dugovječnosti.
Primjerice; ako bi očekivani životni vijek u nekom razdoblju narastao za 2 godine, zakonodavac bi automatski povećao i službenu dob umirovljenja za dvije godine.
Nešto blaža varijanta bi bila da se službena dob prilagođava samo u postotnom iznosu. Dakle, ako bi se životni vijek produljio s prosječnih 80 na 85 godina, tj. za 6,25 %, službena bi se dob podigla za isti postotak i narasla bi s prijašnjih, recimo, 60 na 63,75. U ovom primjeru u apsolutnom iznosu ljudi žive 5 godina dulje ali bi postotnim indeksiranjem službene dobi umirovljenja trebali radili 3 godine i 9 mjeseci više do punog radnog staža.
Ovakav radikalan potez za sada je napravila samo Danska.

### Ukidanje spolnih razlika
Činjenica da u mnogim zakonodavstvima žene mogu ući u mirovinu do pet godina ranije nego muškarci je problematična. Žene u prosjeku žive oko šest godina više no muškarci što dovodi do zaključka da danas prosječna žena prima svoju mirovinu dvostruko dulje nego prosječni muškarac. Žene također imaju u prosjeku nešto kraći ukupni radni vijek, najčešće se smatra da je to zbog sustavne diskriminacije, procesa deagrarizacije ili prekida radnog odnosa radi trudnoće i odgajanja djece, premda je potonje sporno.
Razlog uvođenja ranijeg umirovljenja za žene bio je "paternalistički", smatralo se da se udane žene (koje su bile u prosjeku mlađe no svoji muževi) trebaju umiroviti u isto vrijeme kada i njihovi muževi tako da ne bi morale raditi dulje od njih. Ali u današnjem društvu i gospodarstvu je cilj povećati participaciju žena u radnoj snazi te su takve ideje kontra-produktivne i zastarjele.
Danas se ova spolna razlika u većini svjetskih država naglo ili postupno ukida.